# Ракитница (област Стара Загора)
Вижте пояснителната страница за други значения на Ракитница.
Ракѝтница е село в Южна България, община Стара Загора, област Стара Загора.

## География
Село Ракитница се намира на около 14 km югозападно от областния и общински център Стара Загора и 21 km североизточно от град Чирпан. Разположено е в североизточния край на Чирпанските възвишения при прехода към Старозагорското поле на Горнотракийската низина, между „Дрянков връх“ (339,3 m) на изток и „Люлечата могила“ (333,3 m) – на запад. През селото тече на юг река Ракитница. Надморската височина в центъра на селото е около 209 m и нараства слабо на изток и запад от реката. Климатът е преходно-континентален; преобладават наносни и канелени горски почви.
През село Ракитница минава второкласният републикански път II-66, който води на север към Стара Загора, а на юг към Чирпан. Общински път води от Ракитница на югоизток към село Калояновец. На около 3 km южно от Ракитница минава автомагистрала „Тракия“, с която селото няма пряка връзка.
Землището на село Ракитница граничи със землищата на: село Кирилово на север; село Християново на североизток; село Калояновец на изток; село Арнаутито на юг; село Яздач на югозапад; село Яворово на запад; село Лясково на северозапад (граничен участък около 0,35 km).
Етническият състав на населението на село Ракитница по численост и дял на етническите групи според преброяването през 2011 г. е:
| Етнически групи     | Численост | Дял (в %) |
| Общо                | 467       | 100       |
| Българи             | 442       | 94,65     |
| Турци               | ...       | ...       |
| Цигани              | ...       | ...       |
| Други               | ...       | ...       |
| Не се самоопределят | 0         | 0         |
| Не отговорили       | 22        | 4,71      |

Числеността на населението на село Ракитница по данните от преброяванията от 1934 г. насам се променя както следва:
| \| Година на преброяване \| Численост \| \| --------------------- \| --------- \| \| 1934 \| 1246 \| \| 1946 \| 1323 \| \| 1956 \| 1299 \| \| 1965 \| 1193 \| \| 1975 \| 1082 \| \| 1985 \| 827 \| \| 1992 \| 637 \| \| 2001 \| 569 \| \| 2011 \| 467 \| \| 2021 \| 613 \| |           |
| Година на преброяване | Численост |
| 1934 | 1246      |
| 1946 | 1323      |
| 1956 | 1299      |
| 1965 | 1193      |
| 1975 | 1082      |
| 1985 | 827       |
| 1992 | 637       |
| 2001 | 569       |
| 2011 | 467       |
| 2021 | 613       |

## История
Село Ракитница е образувано през 1951 г. от сливането на селата Чернево и Воднянка. Селата Чернево и Воднянка са образувани чрез разделяне през 1939 г. на село Белчево (Белчово), образувано от своя страна през 1893 г. чрез сливане в едно село под името Белчово (Белчево) на двете съседни села, делени от река – тогава, Суютлийка (Сюютлийка) – Араб махле и Суютлий. Село Воднянка (Суютлий) се споменава в османотурски регистри от 18 век под името Сюгюдли.
Църквата „Свети Иван Рилски“ от 1890 г. е изписана от зограф Максим от Македония; в нея има ценни икони, дърворезба.
Първата училищна сграда е построена през 1882 г. За основното училище в село Ракитница има съхранена архивна документация до 1984 г.
Трудово кооперативно земеделско стопанство (ТКЗС) в село Ракитница е основано през 1948 г. Основната му дейност е производство и реализация на селскостопанска продукция – главно овощарство, полевъдство, лозарство и животновъдство. От 1959 г. стопанството преминава към ОТКЗС (Обединено ТКЗС), обединяващо стопанствата в селата Калояновец, Арнаутито, Борово, Ловец и Християново. От 1979 г. до 1986 г. стопанството е към АПК – село Калояновец. От 1987 г. ТКЗС – село Ракитница и ТКЗС – село Арнаутито се обособяват като самостоятелни стопанства. От 1989 г. се създава КЗС „Ракита“ – село Ракитница. През април 1992 г. е назначен ликвидационен съвет на стопанството, който от 22.05.1995 г. прекратява дейността си въз основа на разпоредби в ЗСПЗЗ и стопанството е заличено в регистъра на окръжния съд.
При избухването на Балканската война един човек от Белчово е доброволец в Македоно-одринското опълчение.
Обширните градини край реката са осигурявали ябълки, изнасяни в Германия преди Втората световна война. Тези градини са изкоренени при разпадането на земеделските кооперации в селото вследствие възстановяването на правото на собственост върху земеделски земи, но жителите на Ракитница са започнали възобновителен процес на насаждения от: ябълка, праскова, череша, слива, кайсия, орех, бадем и други. Вече около 1/3 от землището на селото е засадено с овощни видове и по-голямата част от продукцията се изнася в чужбина.

## Религии
В селото се изповядва православно християнство.

## Обществени институции
Село Ракитница към 2025 г. е център на кметство Ракитница.
В село Ракитница към 2025 г. има:
- действащо читалище „Отец Паисий - 1906“;[16][17]
- действащо читалище „Тракия - 2007 г.“;[18][19]
- православна църква „Свети Иван Рилски“;[20]
- пощенска станция.[21]

Към читалището има клуб на жените „Райна Княгиня“.

## Културни и природни забележителности
Паметник на загиналите през войните 1912 – 1913 г. и 1915 – 1918 г. от село Ракитница се намира в градинка до моста на пътя София – Стара Загора..
Паметник на Стоян Томов Ганчев – роден на 11 август 1911 г. в село Белчево (Ракитница), парашутист, загинал в сражение на 15 септември 1941 г. Паметникът се намира в центъра на село Ракитница.
Село Ракитница попада в обхвата на защитените зони по директивата за местообитанията „Река Съзлийка“ и „Чирпански възвишения“.